# Nematopogon adansoniella
Nematopogon adansoniella är en fjärilsart som beskrevs av De Villers 1789. Nematopogon adansoniella ingår i släktet Nematopogon och familjen antennmalar. Inga underarter finns listade i Catalogue of Life.

## Bildgalleri

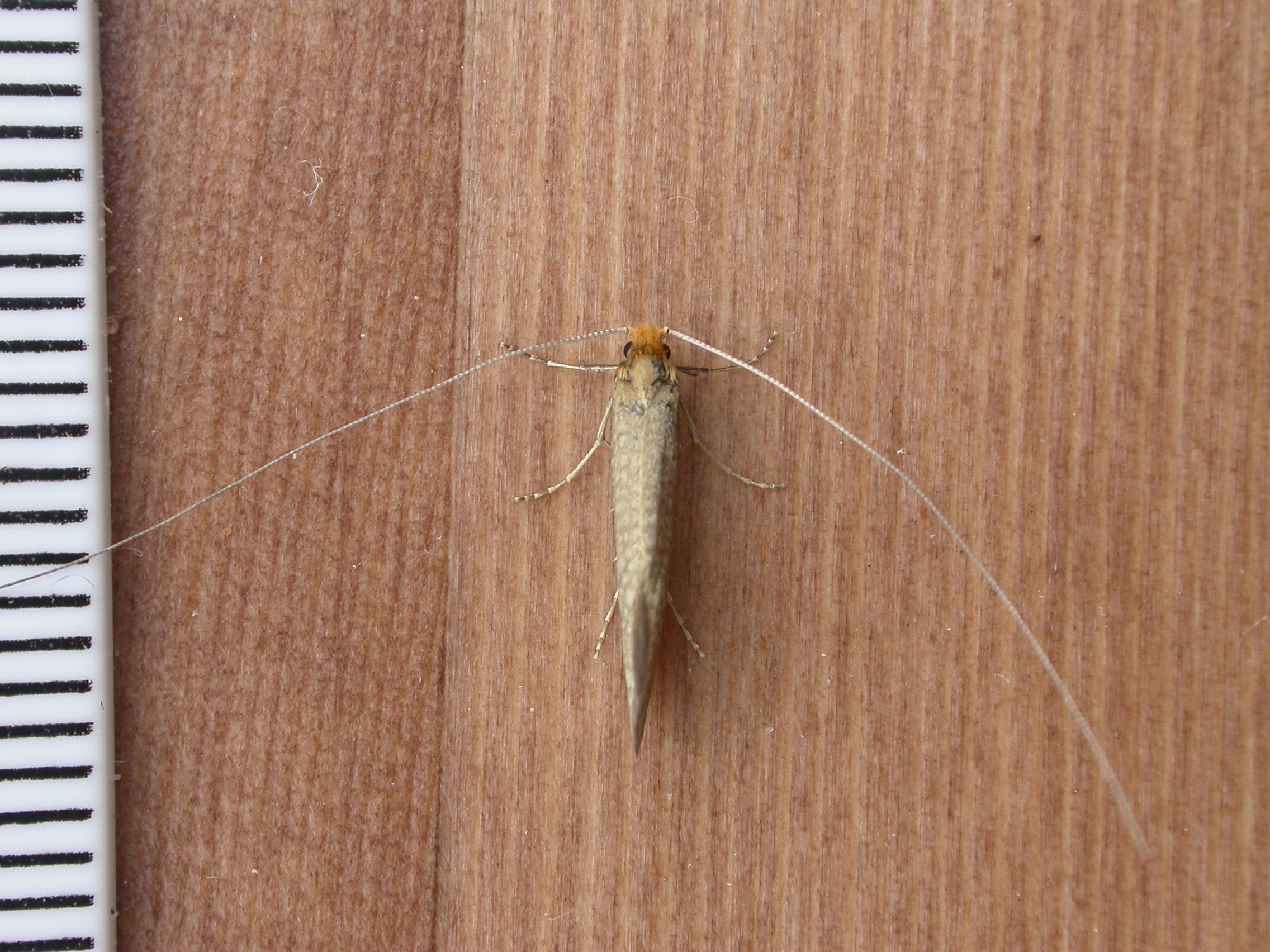
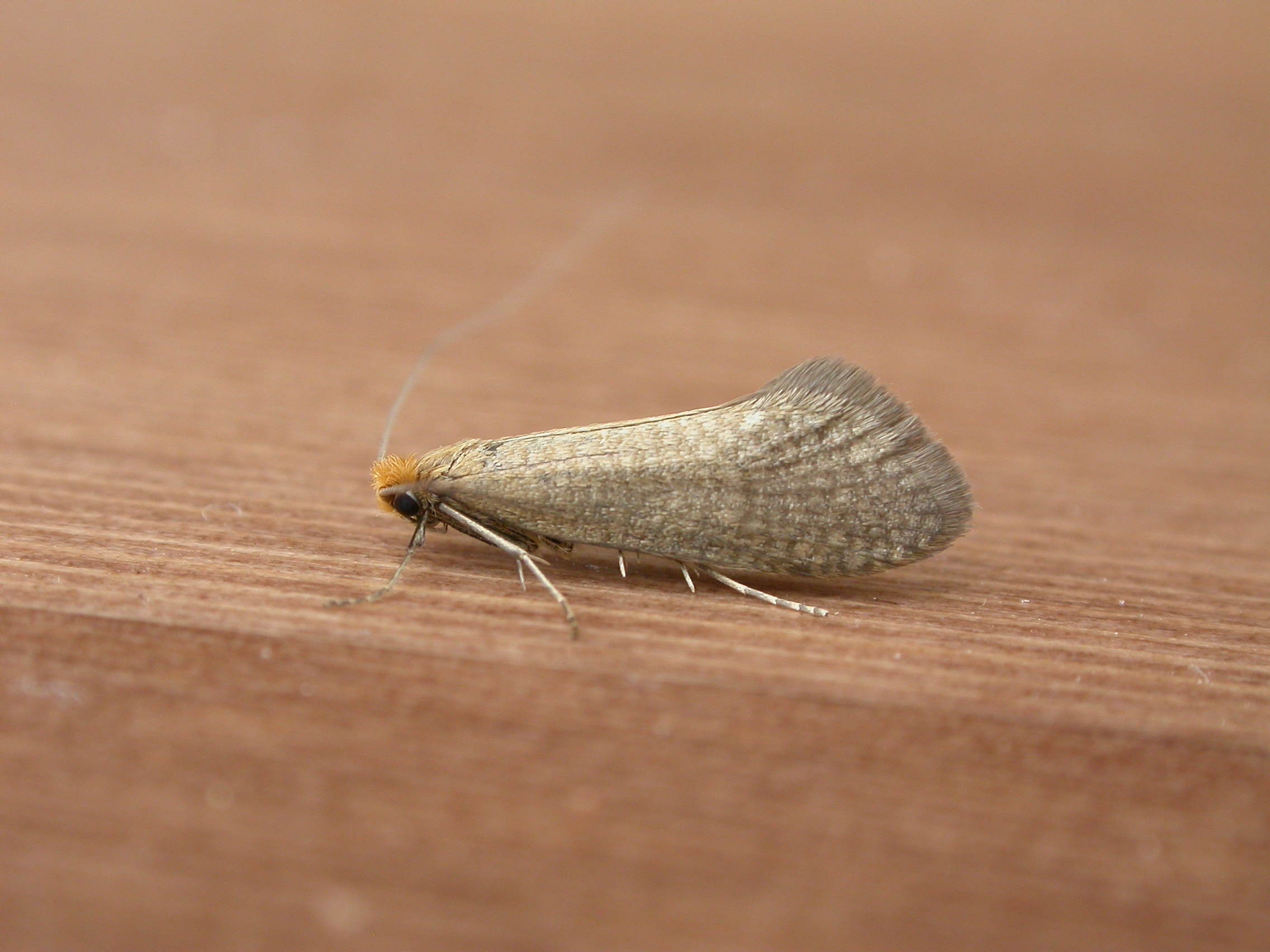
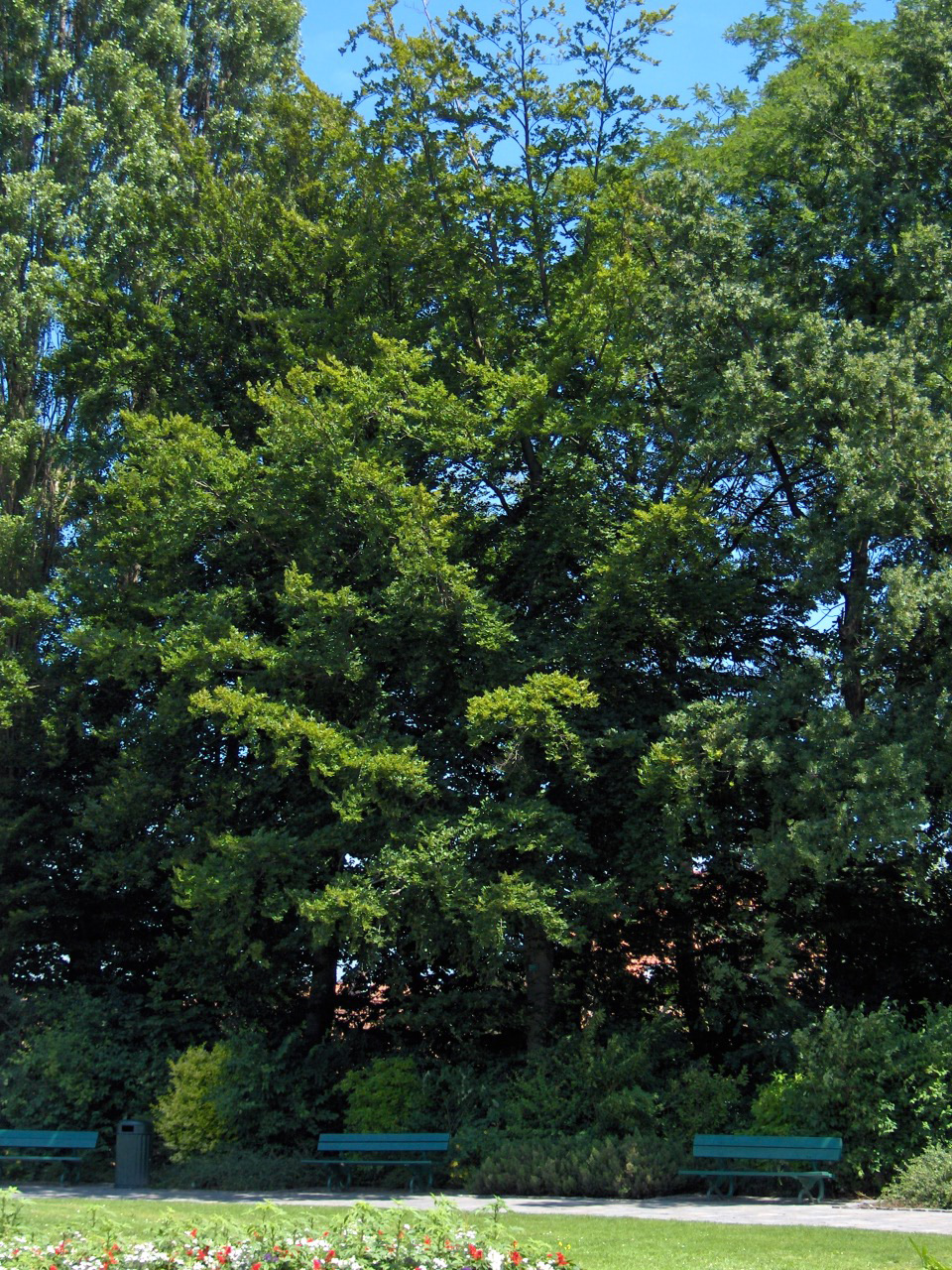
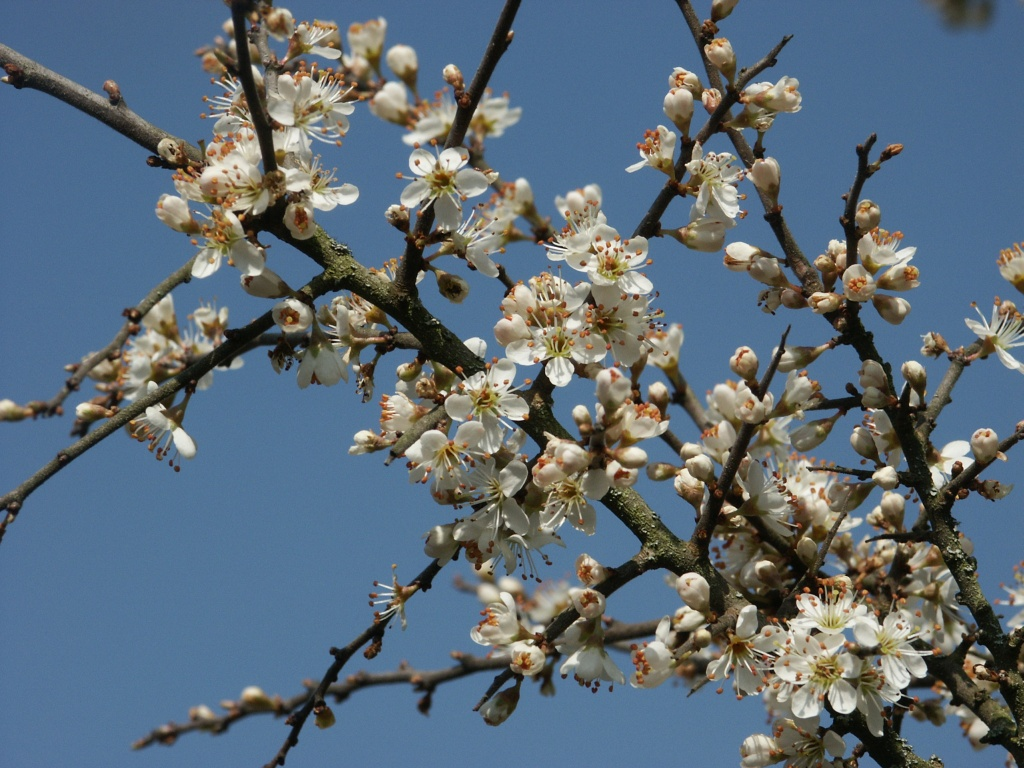
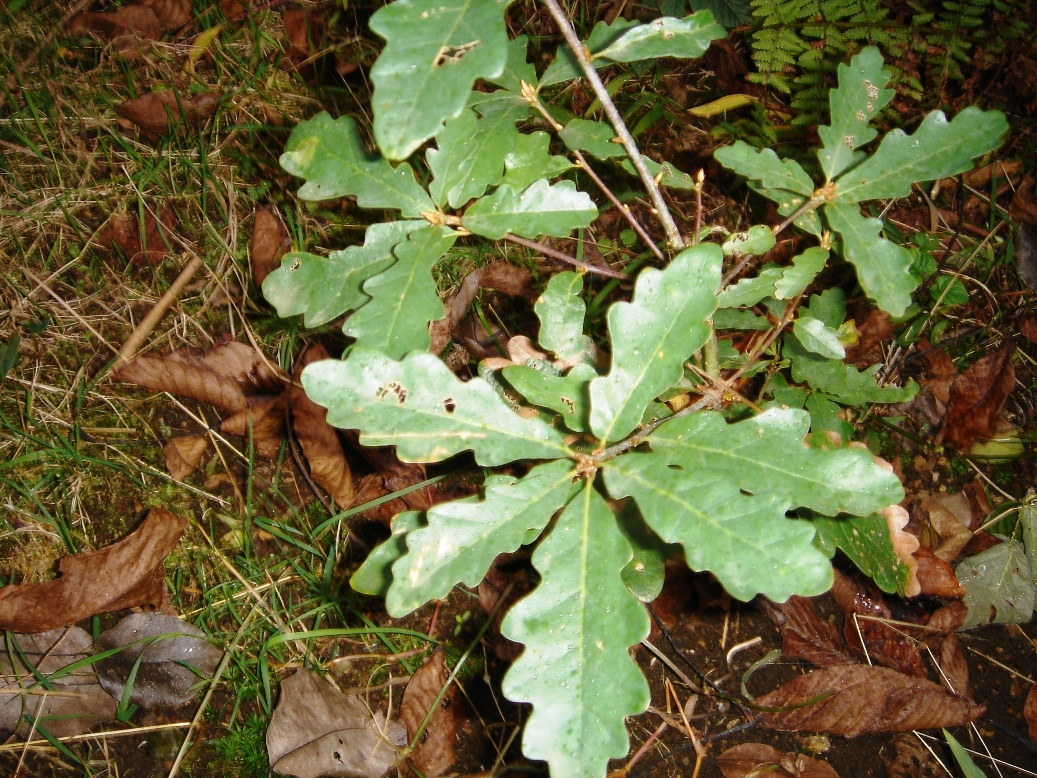
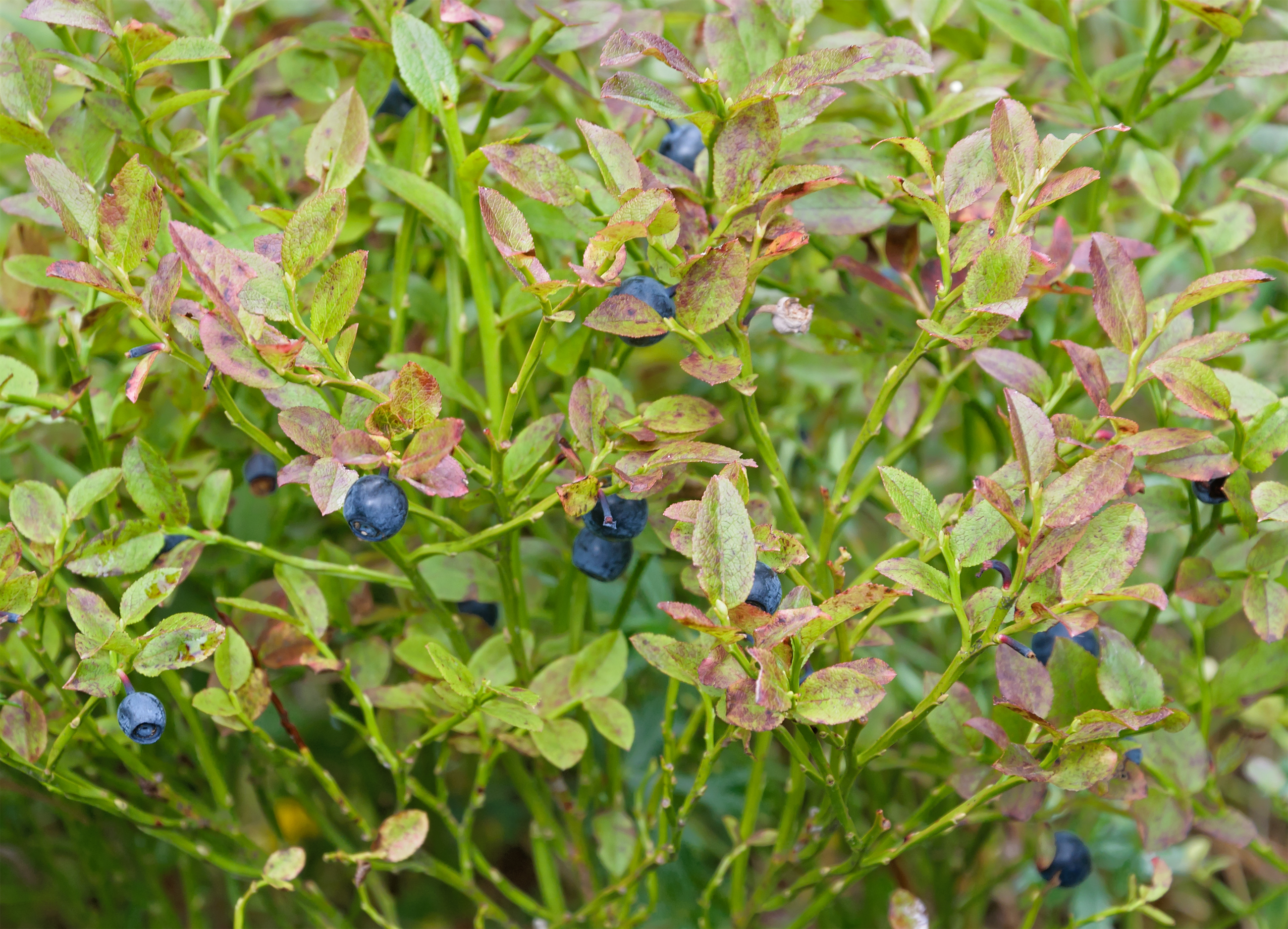